# 회로 시험기
회로 시험기(回路試驗機)는 저항, 전압, 전류 등을 측정하는 전기 계측기이다. 전기·전자 부품을 점검하거나 수리하는 데 이용한다. 측정할 수 있는 것으로는 직류 전압, 교류 전압, 직류 전류, 저항이 있으며, 교류 전류는 측정이 불가능하다. 통전 시험, 절연 시험 등을 할 수 있다.

## 같이 보기
- 콘센트